# Vera Cruz, Bahia
Vera Cruz là một đô thị thuộc bang Bahia, Brasil. Đô thị này có diện tích 252,759 km², dân số năm 2007 là 35303 người, mật độ 139,7 người/km².